# Caccobius ferrugineus
Caccobius ferrugineus là một loài bọ cánh cứng trong họ Bọ hung (Scarabaeidae).